# Бруно (Міннесота)
Бруно (англ. Bruno) — місто (англ. city) в США, в окрузі Пайн штату Міннесота. Населення — 85 осіб (2020).

## Географія
Бруно розташоване за координатами 46°16′52″ пн. ш. 92°40′5″ зх. д. / 46.28111° пн. ш. 92.66806° зх. д. (46.280987, -92.668048).  За даними Бюро перепису населення США в 2010 році місто мало площу 2,59 км², уся площа — суходіл.

## Демографія
Згідно з переписом 2010 року, у місті мешкали 102 особи в 44 домогосподарствах у складі 29 родин. Густота населення становила 39 осіб/км².  Було 53 помешкання (20/км²).
Расовий склад населення:
| - 92,2 % — білих - 4,9 % — корінних американців - 1,0 % — чорних або афроамериканців |

До двох чи більше рас належало 2,0 %. Частка іспаномовних становила 0,0 % від усіх жителів.
За віковим діапазоном населення розподілялося таким чином: 23,5 % — особи молодші 18 років, 52,0 % — особи у віці 18—64 років, 24,5 % — особи у віці 65 років та старші. Медіана віку мешканця становила 47,0 року. На 100 осіб жіночої статі у місті припадало 100,0 чоловіків;  на 100 жінок у віці від 18 років та старших — 90,2 чоловіків також старших 18 років.
За межею бідності перебувало 40,4 % осіб, у тому числі 67,9 % дітей у віці до 18 років та 10,0 % осіб у віці 65 років та старших.
Цивільне працевлаштоване населення становило 25 осіб. Основні галузі зайнятості: мистецтво, розваги та відпочинок — 44,0 %, науковці, спеціалісти, менеджери — 20,0 %, освіта, охорона здоров'я та соціальна допомога — 12,0 %, роздрібна торгівля — 8,0 %.